# Llista de pilots de motociclisme dels Països Catalans
Aquesta llista de pilots de motociclisme dels Països Catalans inclou els pilots de motociclisme de l'àmbit dels Països Catalans més destacats, agrupats per la modalitat en què van excel·lir. S'hi recullen les modalitats motociclistes més populars en aquest territori (enduro -i raid-, motocròs, trial i velocitat).
A 22 de desembre de 2021

## Llista de pilots d'enduro dels Països Catalans
Aquesta llista -no exhaustiva- aplega pilots nascuts o residents als Països Catalans que han competit en enduro amb certa continuïtat i ressò mediàtic. Tret d'excepcions justificades hi apareixen, doncs, pilots que han aconseguit algun títol nacional, estatal o internacional d'aquest esport o que, com a mínim, han acabat alguna temporada entre els deu primers classificats del Campionat d'Espanya (en la categoria màxima). S'han considerat pilots practicants de l'enduro en qualsevol de les seves variants (enduro clàssic, indoor, cross country, ral·li TT, trams cronometrats, etc.), així com especialistes en raids.
Per tal de copsar fàcilment el nivell assolit pel pilot en la pràctica d'aquest esport, s'han predefinit cinc diferents "categories" de resultats en funció del seu palmarès, ordenades de la A a la E. Es mostren en negreta els guanyadors d'algun campionat del món, ja sigui el d'enduro com el d'enduro indoor o el de raids, i també els guanyadors del Ral·li Dakar.
| Lletra | Pilot                        | Nom complet                     | Territori | Comarca           | Dècada | Palmarès |
| ------ | ---------------------------- | ------------------------------- | --------- | ----------------- | ------ | -------- |
| A      | Agustí Vall                  | Agustí Vall i Fàbrega           | CA        | Bages             | 1990   | D        |
| A      | Albert Esteban               | Albert Esteban Feliu            | CA        |                   | 1990   | E        |
| A      | Albert Franch                | Albert Franch Martí             | CA        | Bages             | 1990   | B        |
| A      | Àlex Llobet                  | Àlex Llobet i Garcia            | CA        | Vallès Oriental   | 1990   | D        |
| A      | Álvaro Bultó                 | Álvaro Bultó i Sagnier          | CA        | Barcelonès        | 1990   | E        |
| A      | Andreu Basolí                | Andreu Basolí i Rabasa          | CA        | Vallès Oriental   | 1950   | D        |
| A      | Andreu Bernadaus             | Andreu Bernadaus Villanua       | IB        | Formentera        | 2010   | D        |
| A      | Andreu González              | Andreu González Gil             | CA        |                   | 1970   | E        |
| A      | Antoni Agramunt              |                                 | CA        |                   | 1950   | D        |
| A      | Antoni Mas                   | Antoni Mas i Soteras            | CA        |                   | 1980   | D        |
| A      | Antoni Verdaguer             | Antoni Verdaguer Torrens        | CA        | Conca de Barberà  | 1970   | E        |
| A      | Arnau Solà                   | Arnau Solà i Terradellas        | CA        | Osona             | 2010   | D        |
| A      | Arnau Vilanova               | Arnau Vilanova i Caminal        | CA        |                   | 2000   | D        |
| A      | Artur Altadill               | Artur Altadill i Sabaté         | CA        |                   | 2000   | D        |
| B      | Bartomeu Quesada             | Bartomeu Quesada i Vilar        | CA        | Baix Llobregat    | 1970   | D        |
| B      | "Bubú" Casanovas             | Josep Maria Casanovas i Miquel  | CA        |                   | 1970   | E        |
| C      | Carles Giró                  | Carles Giró i Vila              | CA        | Barcelonès        | 1960   | D        |
| C      | Carles Mas                   | Carles Mas i Samora             | CA        | Baix Llobregat    | 1980   | C        |
| C      | Carles Montaner              | Carles Montaner i Soler         | CA        | Alt Penedès       | 1990   | D        |
| C      | Carles Sotelo                | Carles Sotelo i Rosell          | CA        |                   | 1990   | D        |
| C      | Carlos Andreu                | Carlos Andreu Batlles           | PV        |                   | 2000   | B        |
| C      | Casimir Verdaguer            | Casimir Verdaguer i Torrens     | CA        | Conca de Barberà  | 1960   | C        |
| C      | Climent Puigdomènech         | Climent Puigdomènech i Molas    | CA        | Vallès Oriental   | 1970   | E        |
| C      | Cyril Despres                | Cyril Despres                   | AD        | Andorra           | 2010   | B        |
| D      | Daniel Gibert                | Daniel Gibert i Gatell          | CA        | Alt Penedès       | 2000   | C        |
| D      | Domingo Gris                 | Domingo Gris Veas               | CA        | Baix Llobregat    | 1970   | E        |
| D      | Domingo Pellicer             | Domingo Pellicer i Cervera      | CA        |                   | 2000   | D        |
| E      | Edgar Canet                  | Edgar Canet i Ardèvol           | CA        | Vallès Oriental   | 2020   | B        |
| E      | "El Carni"                   | José Manuel Pérez               | PV        | Vinalopó Mitjà    | 2000   | C        |
| E      | Eloi Salsench                | Eloi Salsench i Constancio      | CA        | Berguedà?         | 2000   | D        |
| E      | Enric Francisco              | Enric Francisco i Montlleó      | CA        | Maresme           | 2010   | B        |
| E      | Enric Vernis                 | Enric Vernis i Zendrera         | CA        | Barcelonès        | 1950   | E        |
| E      | Ernest Abad                  | Ernest Abad i Rubí              | CA        |                   | 1970   | E        |
| F      | Ferran Gil                   | Ferran Gil i Moreno de Mora     | CA        | Conca de Barberà  | 1980   | C        |
| F      | Ferran Piñol                 | Ferran Piñol i Barandalla       | CA        |                   | 2000   | D        |
| F      | Ferran Serarols              | Ferran Serarols i Tolrà         | CA        |                   | 1990   | D        |
| F      | Francesc Mataró              | Francesc Mataró i Vilar         | CA        | Berguedà?         | 2010   | D        |
| F      | Francesc Rubio               | Francesc Rubio i Lloveras       | CA        | Maresme           | 1980   | C        |
| G      | Gerard Farrés                | Gerard Farrés i Güell           | CA        | Osona             | 2000   | A        |
| G      | Gerard Mas                   |                                 | CA        |                   | 2000   | E        |
| I      | Ignasi Bultó "Yato"          | Ignasi Bultó i Sagnier          | CA        | Barcelonès        | 1970   | E        |
| I      | Isidre Esteve                | Isidre Esteve Pujol             | CA        | Alt Urgell        | 1990   | B        |
| I      | Isidre Estrada               | Isidre Estrada Costa            | CA        |                   | 2000   | D        |
| I      | Israel Escalera              | Israel Escalera Sanchis         | PV        | Ribera Alta       | 2010   | E        |
| I      | Ivan Cervantes               | Ivan Cervantes Montero          | CA        | Baix Camp         | 2000   | A        |
| J      | Jaume Betriu                 | Jaume Betriu i Armengol         | CA        | Alt Urgell        | 2010   | B        |
| J      | Jaume Colom                  | Jaume Colom i Estrada           | CA        |                   | 1990   | D        |
| J      | Javier Mata                  | Javier Mata Ferrer              | PV        |                   | 1980   | D        |
| J      | Joan Barreda                 | Joan Barreda Bort               | PV        | Plana Alta        | 2010   | B        |
| J      | Joan Bellsolá                | Joan Bellsolà i Subirats        | CA        |                   | 1970   | E        |
| J      | Joan Ciscar                  | Joan Ciscar i Perís             | CA        |                   | 1980   | D        |
| J      | Joan Dalmau                  |                                 | CA        |                   | 1950   | D        |
| J      | Joan Font                    | Joan Font i Creixems            | CA        | Vallès Occidental | 1960   | E        |
| J      | Joan Jou                     | Joan Jou i Zueras               | CA        |                   | 2010   | D        |
| J      | Joan Olivé                   | Joan Olivé i Márquez            | CA        | Tarragonès        | 1990   | E        |
| J      | Joan Pedrero                 | Joan Pedrero i Garcia           | CA        | Maresme           | 2010   | C        |
| J      | Joan Pons                    | Joan Pons i Closa               | CA        |                   | 1990   | D        |
| J      | Joan Riudalbàs               | Joan Riudalbàs i Betriu         | CA        | Alt Urgell        | 1980   | D        |
| J      | Joan Sallés                  |                                 | CA        |                   | 1980   | E        |
| J      | Joan Serra                   | Joan Serra i Domènech           | CA        |                   | 1990   | D        |
| J      | Joan Soler Bultó             | Joan Soler i Bultó              | CA        | Barcelonès        | 1960   | C        |
| J      | Joaquim Suñol                | Joaquim Suñol Sala              | CA        | Barcelonès        | 1980   | E        |
| J      | Jordi Arcarons               | Jordi Arcarons i Armenteras     | CA        | Osona             | 1980   | C        |
| J      | Jordi Capdevila              | Jordi Capdevila Serra           | CA        |                   | 2000   | D        |
| J      | Jordi de Marimon             | Jordi de Marimon Culell         | CA        |                   | 1980   | E        |
| J      | Jordi Duran                  | Jordi Duran i Codina            | CA        |                   | 1990   | D        |
| J      | Jordi Girona                 | Jordi Girona i Pàmies           | CA        | Baix Camp         | 1980   | D        |
| J      | Jordi Monjonell              | Jordi Monjonell i Tusell        | CA        | Maresme           | 1980   | D        |
| J      | Jordi Saborit                | Jordi Saborit i Casas           | CA        |                   | 2000   | D        |
| J      | Jordi Serra                  | Jordi Serra i Doménech          | CA        |                   | 2000   | D        |
| J      | Jordi Soler                  | Jordi Soler i Aguilar           | CA        |                   | 1970   | E        |
| J      | Jordi Viladoms               | Jordi Viladoms i Argüelles      | CA        | Anoia             | 2000   | C        |
| J      | José Sánchez                 | José Sánchez Martínez           | CA        | Barcelonès        | 1960   | C        |
| J      | Josep Figueras               | Josep Figueras i Dantí          | CA        | Vallès Oriental   | 1970   | E        |
| J      | Josep Garcia                 | Josep Garcia i Montaña          | CA        | Bages             | 2010   | A        |
| J      | Josep Humet                  | Josep Humet i Creus             | CA        |                   | 1950   | D        |
| J      | Josep Lluís Steuri           | Josep Lluís Steuri i Gómez      | CA        | Alt Penedès       | 1990   | D        |
| J      | Josep M. Pellicer            | Josep M. Pellicer i Cervera     | CA        |                   | 1990   | D        |
| J      | Josep M. Prat                | Josep M. Prat i Company         | CA        |                   | 2000   | D        |
| J      | Josep Maria Pibernat "Piber" | Josep Maria Pibernat i Carreras | CA        | Gironès           | 1970   | C        |
| J      | Josep Maria Sucarrats        | Josep Maria Sucarrats i Grau    | CA        |                   | 1970   | E        |
| J      | Josep Piella                 | Josep Piella i Planas           | CA        | Garrotxa          | 1980   | D        |
| J      | Josep Ralló                  | Josep Ralló i Genover           | CA        |                   | 2010   | C        |
| J      | Josep Rovira                 | Josep Rovira i Sentias          | CA        | Moianès           | 1990   | B        |
| J      | Josep Vilaró                 | Josep Vilaró i Tubau            | CA        |                   | 1980   | D        |
| J      | Josep Zurita                 | Josep Zurita i Tor              | CA        |                   | 1980   | D        |
| K      | Kirian Mirabet               | Kirian Mirabet i Vidiella       | CA        | Baix Empordà      | 2010   | C        |
| L      | Laia Sanz                    | Laia Sanz Pla-Giribert          | CA        | Baix Llobregat    | 2010   | A        |
| L      | Lluís Cantó                  | Lluís Cantó i Martorell         | CA        | Barcelonès        | 1970   | E        |
| L      | Lluís Pons                   | Lluís Pons i Porta              | CA        |                   | 1990   | D        |
| M      | Manel Muñoz                  | Manel Muñoz i Vázquez           | CA        |                   | 1990   | D        |
| M      | Marc Coma                    | Marc Coma i Camps               | CA        | Berguedà          | 2010   | A        |
| M      | Marc Guasch                  | Marc Guasch i Font              | CA        | Vallès Oriental   | 2010   | C        |
| M      | Marc Márquez                 | Marc Márquez i Alentà           | CA        | Segarra           | 2000   | E        |
| M      | Marc Puigdemont              | Marc Puigdemont i Torramilans   | CA        | Gironès           | 2000   | B        |
| M      | Marc Solà                    | Marc Solà i Terradellas         | CA        | Osona             | 2010   | E        |
| M      | Min Grau                     | Benjamí Grau i Marín            | CA        | Barcelonès        | 1970   | E        |
| M      | Miquel Puig                  | Miquel Puig i Alabau            | CA        |                   | 1990   | D        |
| M      | Miki Arpa                    | Miquel Arpa i Bultó             | CA        | Barcelonès        | 1990   | B        |
| M      | Mireia Badia                 | Mireia Badia i Camprubí         | CA        | Bages             | 2020   | A        |
| N      | Nani Roma                    | Joan Roma Cararach              | CA        | Osona             | 2000   | B        |
| N      | Narcís Casas "O Rei"         | Narcís Casas i Vila             | CA        | Gironès           | 1970   | C        |
| O      | Oriol Mena                   | Oriol Mena i Valdearcos         | CA        | Maresme           | 2010   | A        |
| O      | Oriol Puig Bultó             | Oriol Puig i Bultó              | CA        | Barcelonès        | 1960   | C        |
| O      | Oriol Vila                   | Oriol Vila i Cortés             | CA        |                   | 1990   | D        |
| O      | Óscar Bujaldón               | Óscar Bujaldón i Roig           | CA        |                   | 1980   | D        |
| O      | Óscar González               | Óscar González Asensio          | CA        |                   | 2000   | D        |
| P      | Pau Peitavi                  | Pau Peitavi i Terrats           | CA        |                   | 1980   | D        |
| P      | "Pedregà"                    | Joan Manuel González Corominas  | CA        | Bages             | 2000   | C        |
| P      | Pedro Pérez                  | Pedro Pérez Caballero           | CA        | Maresme?          | 1980   | D        |
| P      | Pep Vila                     | Josep Vila i Roca               | CA        | Bages             | 1980   | C        |
| P      | Pere Sala                    | Pere Sala i Castellana          | CA        | Maresme?          | 1980   | D        |
| P      | Pol Espargaró                | Pol Espargaró i Villà           | CA        | Vallès Oriental   | 1990   | E        |
| R      | Rafael Marsans               | Rafael Marsans i Rocamora       | CA        | Barcelonès        | 1950   | E        |
| R      | Ramon Burés                  | Ramon Burés i Carreras          | CA        | Bages             | 1970   | E        |
| R      | Ramon Molina                 | Ramon Molina i Prats            | CA        | Maresme?          | 1990   | D        |
| R      | Ramon Quer                   | Ramon Quer i Molgo              | CA        |                   | 2010   | D        |
| R      | Ramon Riudalbàs              | Ramon Riudalbàs i Betriu        | CA        | Alt Urgell        | 1980   | D        |
| R      | Randy Muñoz                  | Fernando Muñoz Carrasco         | CA        | Baix Llobregat    | 1970   | C        |
| S      | Salvador Cañellas            | Salvador Cañellas i Gual        | CA        | Baix Camp         | 1960   | E        |
| S      | Santi Piella                 | Santi Piella i Casellas         | CA        | Osona             | 1990   | C        |
| S      | Santi Roig                   | Santiago Roig i Miquel          | CA        | Maresme?          | 1980   | D        |
| S      | Sílvia Baró                  | Sílvia Baró i Rius              | CA        |                   | 2000   | D        |
| T      | Taddy Blazusiak              | Tadeusz Błażusiak               | CA        | Gironès           | 2010   | A        |
| T      | Tei Elizalde                 | Juan Elizalde Bertrand          | CA        | Barcelonès        | 1950   | D        |
| T      | Ton Marsinyach               | Antoni Marsinyach i Sellarès    | CA        | Bages             | 1970   | C        |
| T      | Toni Soler                   | Joan Antoni Soler i Rafart      | CA        | Alt Urgell        | 1970   | E        |
| T      | Tosha Schareina              | Tosha Schareina Marzal          | PV        | València          | 2010   | C        |
| T      | "Turuta"                     | Josep Maria Llobet i Arteman    | CA        | Barcelonès        | 1950   | E        |
| V      | Valentí Fargas               | Valentí Fargas i Fargas         | CA        |                   | 1980   | D        |
| V      | "Vampir"                     | Narcís Roca i Torrent           | CA        | Maresme           | 1970   | E        |
| V      | Vicente Escuder              | Vicente Escuder Rovira          | PV        |                   | 2000   | D        |
| V      | Virgilio Pulido              | Virgilio Pulido Higuera         | PV        |                   | 2000   | D        |
| X      | Xavier Galindo               | Xavier Galindo i Arbonès        | CA        | Segrià            | 2000   | B        |
| X      | Xevi Pons                    | Xavier Pons i Puigdollers       | CA        | Osona             | 1990   | B        |
| X      | Xevi Puigdemont              | Xavier Puigdemont i Torramilans | CA        | Gironès           | 2000   | B        |

## Llista de pilots de motocròs dels Països Catalans
Aquesta llista -no exhaustiva- aplega pilots nascuts o residents als Països Catalans que han competit en motocròs amb certa continuïtat i ressò mediàtic. Tret d'excepcions justificades hi apareixen, doncs, pilots que han aconseguit algun títol nacional, estatal o internacional d'aquest esport o que, com a mínim, han acabat alguna temporada entre els deu primers classificats del Campionat d'Espanya (en la categoria màxima). S'han considerat pilots practicants del motocròs en qualsevol de les seves variants (motocròs clàssic, Supercross i Freestyle Motocross).
Per tal de copsar fàcilment el nivell assolit pel pilot en la pràctica d'aquest esport, s'han predefinit cinc diferents "categories" de resultats en funció del seu palmarès, ordenades de la A a la E.
| Lletra | Pilot                    | Nom complet                    | Territori | Comarca            | Dècada | Palmarès |
| ------ | ------------------------ | ------------------------------ | --------- | ------------------ | ------ | -------- |
| A      | Agustí Vall              | Agustí Vall i Fàbrega          | CA        | Bages              | 1980   | E        |
| A      | Albert Puig              | Albert Puig de la Rosa         | CA        | Barcelonès         | 1980   | E        |
| A      | Albert Ribó              | Albert Ribó i Caraltó          | CA        | Baix Llobregat     | 1970   | E        |
| A      | Alejandro Pérez          | Alejandro Pérez Mataix         | PV        |                    | 1990   | D        |
| A      | Álvaro Bultó             | Álvaro Bultó i Sagnier         | CA        | Barcelonès         | 1980   | E        |
| A      | Alvaro Lozano            | Alvaro Lozano Rico             | PV        | Baix Vinalopó      | 2000   | C        |
| A      | Andreu Basolí            | Andreu Basolí i Rabasa         | CA        | Vallès Oriental    | 1950   | D        |
| A      | Antoni Riera             |                                | IB        | Eivissa            | 1970   | E        |
| A      | Antoni Saborit           | Antoni Saborit i Caballeria    | CA        |                    | 1970   | E        |
| A      | Antonio Elizalde         | José Antonio Elizalde Bertrand | CA        | Barcelonès         | 1950   | D        |
| A      | Antonio José Ortuño      | Antonio José Ortuño Rubio      | PV        |                    | 2010   | D        |
| B      | Bartomeu Quesada         | Bartomeu Quesada i Vilar       | CA        | Baix Llobregat     | 1970   | E        |
| B      | "Bubú" Casanovas         | Josep Maria Casanovas i Miquel | CA        |                    | 1970   | E        |
| C      | Carles Giró              | Carles Giró i Vila             | CA        | Barcelonès         | 1950   | E        |
| C      | Carles Mas               | Carles Mas i Samora            | CA        | Baix Llobregat     | 1980   | E        |
| C      | Carmelo Gutierrez        | Carmelo Gutierrez Baldo        | PV        |                    | 2000   | D        |
| C      | Conrad Cadirat           | Conrad Cadirat i Baqué         | CA        | Barcelonès         | 1950   | E        |
| C      | Cristian Oliva           | Cristian Oliva Galera          | CA        |                    | 2000   | D        |
| D      | Daniela Guillén          | Daniela Guillén Garcia         | CA        | Selva              | 2020   | B        |
| D      | David Tomás              | David Tomás Pérez              | CA        | Vallès Oriental    | 1980   | E        |
| D      | Delfí Coll               | Delphin Coll                   | CA        | Rosselló           | 1950   | C        |
| D      | Domingo Gris             | Domingo Gris Veas              | CA        | Baix Llobregat     | 1970   | D        |
| D      | Domingo Illa             | Domingo Illa i Ventura         | CA        |                    | 1970   | E        |
| D      | Dylan Trull              | Dylan Trull i Márquez          | CA        | Gironès            | 2010   | D        |
| E      | Edgar Torronteras        | Edgar Torronteras i Garcia     | CA        | Vallès Oriental    | 1990   | B        |
| E      | Eduard Baulenas          |                                | CA        |                    | 1970   | E        |
| E      | Enric Palero             |                                | CA        | Barcelonès?        | 1950   | E        |
| E      | Enrique Torrente         | Enrique Torrente Abril         | CA        | Vallès Occidental? | 1970   | E        |
| E      | Estanis Soler            | Estanislau Soler i Rafart      | CA        | Alt Urgell         | 1970   | E        |
| E      | Esteve Soler             | Esteve Soler i Armengol        | CA        | Baix Llobregat     | 1970   | E        |
| E      | Eugenio Zafra            | Eugenio Zafra i Grima          | CA        |                    | 2000   | C        |
| F      | Fèlix Millet             | Fèlix Millet i Pujol           | CA        |                    | 1980   | E        |
| F      | Ferran Alibés            | Ferran Alibés i Aymerich       | CA        | Gironès?           | 1970   | E        |
| F      | Francesc Lancho          | Francesc Lancho i Pérez        | CA        | Segrià?            | 1960   | E        |
| G      | Gerard Mas               |                                | CA        |                    | 2000   | E        |
| G      | Gonzalo Mediavilla       |                                | CA        |                    | 1960   | E        |
| H      | Héctor Faubel            | Héctor Faubel                  | PV        | Camp de Túria      | 1990   | E        |
| I      | Ignasi Bultó "Yato"      | Ignasi Bultó i Sagnier         | CA        | Barcelonès         | 1970   | E        |
| I      | Ivan Cervantes           | Ivan Cervantes Montero         | CA        | Baix Camp          | 1990   | D        |
| J      | Jaume Samaranch          | Jaume Samaranch i Closa        | CA        | Barcelonès         | 1970   | E        |
| J      | Jaume Vilaplana          |                                | CA        |                    | 1950   | E        |
| J      | Javier García Vico       | Francisco Javier García Vico   | CA        | Barcelonès         | 2000   | B        |
| J      | Joan Barreda             | Joan Barreda Bort              | PV        | Plana Alta         | 1990   | D        |
| J      | Joan Bellsolá            | Joan Bellsolà i Subirats       | CA        |                    | 1970   | E        |
| J      | Joan Clop                | Joan Clop i Carré              | CA        |                    | 1980   | E        |
| J      | Joan Cros                | Joan Cros i Burch              | CA        | Osona              | 1970   | E        |
| J      | Joanet Cros              | Joan Cros i Cortés             | CA        | Osona              | 2000   | D        |
| J      | Joan Font                | Joan Font i Creixems           | CA        | Vallès Occidental  | 1960   | E        |
| J      | Joan Mitjans             | Joan Mitjans i Horta           | CA        | Barcelonès         | 1970   | E        |
| J      | Joan Perelló             | Joan Perelló Alejo             | IB        | Mallorca           | 2000   | E        |
| J      | Joan Soler Bultó         | Joan Soler i Bultó             | CA        | Barcelonès         | 1950   | C        |
| J      | Joaquim Gay              |                                | CA        |                    | 1970   | E        |
| J      | Joaquim Suñol            | Joaquim Suñol Sala             | CA        | Barcelonés         | 1980   | E        |
| J      | Jordi Arcarons           | Jordi Arcarons i Armenteras    | CA        | Osona              | 1980   | E        |
| J      | Jordi Elías              | Jordi Elías i Deix             | CA        | Bages              | 1980   | C        |
| J      | Jordi Monjonell          | Jordi Monjonell i Tusell       | CA        | Maresme            | 1970   | D        |
| J      | Jordi Viladoms           | Jordi Viladoms i Argüelles     | CA        | Anoia              | 2000   | D        |
| J      | Jorge Capapey            | Jorge Capapey Larrosa          | CA        | Garraf             | 1970   | D        |
| J      | José Sánchez             | José Sánchez Martínez          | CA        | Barcelonès         | 1960   | C        |
| J      | José Luis Martínez       | José Luis Martínez Ruiz        | CA        |                    | 2010   | D        |
| J      | José Luis Mendoza        | José Luis Mendoza Barrientos   | CA        | Vallès Occidental  | 1970   | D        |
| J      | Josep Alonso             | Josep Alonso i Pagès           | CA        | Vallès Oriental    | 1990   | D        |
| J      | Josep Antoni Maseras     | Josep Antoni Maseras i Sala    | CA        | Barcelonès         | 1950   | E        |
| J      | Josep Boronat            | Josep Boronat                  | CA        |                    | 1980   | E        |
| J      | Josep del Barrio         | Josep del Barrio Fabregat      | IB        | Mallorca           | 1990   | D        |
| J      | Josep Miralles "El boig" | Josep Miralles i Garcia        | CA        |                    | 2000   | B        |
| J      | Josep Piella             | Josep Piella i Planas          | CA        | Garrotxa           | 1980   | E        |
| J      | Josep Romeu              |                                | CA        |                    | 1950   | E        |
| J      | Josep Sol                |                                | CA        |                    | 1950   | E        |
| L      | "Lucas"                  | Arturo Elizalde Bertrand       | CA        | Barcelonès         | 1950   | E        |
| L      | Luis Sánchez             | Luis Sánchez López             | CA        | Vallès Occidental  | 1970   | E        |
| L      | "Luisake"                | Luis López Pérez               | PV        | Baix Vinalopó      | 1980   | C        |
| M      | Manuel Olivencia         |                                | CA        |                    | 1960   | E        |
| M      | Marc Márquez             | Marc Márquez i Alentà          | CA        | Segarra            | 2000   | E        |
| N      | Nil Arcarons             | Nil Arcarons i Galí            | CA        | Osona              | 2100   | E        |
| O      | Oriol Mena               | Oriol Mena i Valdearcos        | CA        | Maresme            | 1990   | E        |
| O      | Oriol Pons               | Oriol Pons i Casals            | CA        |                    | 1970   | E        |
| O      | Oriol Puig Bultó         | Oriol Puig i Bultó             | CA        | Barcelonès         | 1960   | C        |
| O      | Óscar Lanza              | Óscar Lanza Jantorre           | CA        |                    | 2000   | D        |
| O      | Òscar Vallès             | Òscar Vallès i Moratalla       | CA        |                    | 1980   | E        |
| P      | Pablo Colomina           | Pablo Colomina Alpuente        | PV        | Baix Vinalopó      | 1980   | C        |
| P      | Pep Vila                 | Josep Vila i Roca              | CA        | Bages              | 1970   | E        |
| P      | Pere Auradell            | Pere Auradell i Ribas          | CA        | Gironès            | 1950   | E        |
| P      | Pere Auradell jr.        | Pere Auradell i Gamell         | CA        | Gironès            | 1970   | E        |
| P      | Pere Millet              | Pere Millet i Maristany        | CA        | Barcelonès         | 1960   | E        |
| P      | Pere Pi                  | Pere Pi i Parera               | CA        | Vallès Oriental    | 1960   | B        |
| P      | Piti Millet              | Felip Millet i Busquets        | CA        | Barcelonès         | 1950   | E        |
| R      | Rafael Calonge           | Rafael Calonge i Clavell       | CA        |                    | 1970   | E        |
| R      | Rafael Marsans           | Rafael Marsans i Rocamora      | CA        | Barcelonès         | 1950   | E        |
| R      | Ramon Burés              | Ramon Burés i Carreras         | CA        | Bages              | 1970   | E        |
| R      | Ramon Costa              | Ramon Costa i Raurell          | CA        |                    | 1970   | E        |
| R      | Ramon Costa              | Ramon Costa i Vendrell         | CA        | Baix Llobregat     | 1950   | E        |
| R      | Ramon Franch             |                                | CA        |                    | 1950   | E        |
| R      | Ramon Ramon              | Ramon Ramon Palau              | IB        | Eivissa            | 1970   | D        |
| R      | Randy Muñoz              | Fernando Muñoz Carrasco        | CA        | Baix Llobregat     | 1970   | C        |
| R      | Robert Marí              | Robert Mary                    | CA        | Rosselló           | 1950   | C        |
| S      | Santi Babot              |                                | CA        |                    | 1970   | E        |
| S      | Santi Piella             | Santi Piella i Casellas        | CA        | Osona              | 1980   | E        |
| S      | Sete Gibernau            | Manuel Gibernau Bultó          | CA        | Barcelonès         | 1980   | E        |
| S      | Sidney de Andrés         | Sidney de Andrés i Maqueda     | CA        | Vallès Occidental  | 2000   | B        |
| T      | Tei Elizalde             | Juan Elizalde Bertrand         | CA        | Barcelonès         | 1950   | D        |
| T      | Ton Costa                | Antoni Costa                   | CA        | Bages              | 1950   | E        |
| T      | Ton Marsinyach           | Antoni Marsinyach i Sellarès   | CA        | Bages              | 1970   | E        |
| T      | Toni Arcarons            | Antoni Arcarons i Armenteras   | CA        | Osona              | 1980   | D        |
| T      | Toni Elías               | Antoni Elías i Deix            | CA        | Bages              | 1970   | C        |
| T      | Toni Palau               | Antoni Palau i Vilanova        | CA        | Vallès Oriental    | 1950   | E        |
| V      | "Vacaret"                | Miquel Vilaplana               | CA        | Vallès Oriental?   | 1950   | E        |
| V      | "Vampir"                 | Narcís Roca i Torrent          | CA        | Maresme            | 1970   | E        |
| V      | Víctor Palomo            | Víctor Palomo i Juez           | CA        | Barcelonès         | 1970   | E        |
| X      | Xavier Atienzar          | Xavier Atienzar Benedicto      | CA        | Barcelonès         | 1980   | E        |
| X      | Xavier Colomer           | Xavier Colomer i Genís         | CA        |                    | 1990   | E        |
| X      | Xavier Galindo           | Xavier Galindo i Arbonès       | CA        | Segrià             | 2000   | E        |
| X      | Xavier Hernández         | Xavier Hernández Puig          | CA        |                    | 2000   | D        |

## Llista de pilots de trial dels Països Catalans
Aquesta llista -no exhaustiva- aplega pilots nascuts o residents als Països Catalans que han competit en trial amb certa continuïtat i ressò mediàtic. Tret d'excepcions justificades hi apareixen, doncs, pilots que han aconseguit algun títol nacional, estatal o internacional d'aquest esport o que, com a mínim, han acabat alguna temporada entre els deu primers classificats del Campionat d'Espanya (en la categoria màxima).
Per tal de copsar fàcilment el nivell assolit pel pilot en la pràctica d'aquest esport, s'han predefinit cinc diferents "categories" de resultats en funció del seu palmarès, ordenades de la A a la E. Es mostren en negreta els guanyadors del Campionat del Món en la categoria màxima, ja sigui el masculí com l'indoor o el femení.
| Lletra | Pilot                  | Nom complet                       | Territori | Comarca           | Dècada | Actiu | Palmarès |
| ------ | ---------------------- | --------------------------------- | --------- | ----------------- | ------ | ----- | -------- |
| A      | Aaró Castells          |                                   | CA        | Barcelonès        | 2010   | S     | C        |
| A      | Adam Raga              | Adam Raga i Sans                  | CA        | Montsià           | 2000   | S     | A        |
| A      | Agustí Vila            | Agustí Vila i Cubí                | CA        | Ripollès          | 2000   |       | D        |
| A      | Alba Villegas          | Alba Villegas i Bosch             | CA        | Vallès Oriental   | 2010   | S     | C        |
| A      | Albert Cabanes         |                                   | AD        |                   | 2000   |       | D        |
| A      | Albert Cabestany       | Albert Cabestany i Gálvez         | CA        | Tarragonès        | 2000   | S     | A        |
| A      | Albert Juvanteny       | Albert Juvanteny i Canadell       | CA        | Osona             | 1970   |       | E        |
| A      | Albert Puig            | Albert Puig de la Rosa            | CA        | Barcelonès        | 1980   |       | D        |
| A      | Aleix Vidal            |                                   | CA        |                   | 1960   |       | E        |
| A      | Alexis Rocaspana       | Alexis Rocaspana Toledo           | PV        | Plana Alta        | 2000   |       | D        |
| A      | Alfons Soler           | Alfons Soler i Perarnau           | CA        | Vallès Occidental | 1970   |       | E        |
| A      | Andreu Codina          | Andreu Codina i Candelas          | CA        | Vallès Oriental   | 1980   |       | B        |
| A      | Àngel Magriñà          | Àngel Magriñà i Garcia            | CA        |                   | 2000   |       | D        |
| A      | Antoni Ferré           |                                   | CA        |                   | 1970   |       | E        |
| A      | Arnau Farré            | Arnau Farré i Garcia              | CA        | Segrià            | 2010   | S     | D        |
| A      | Arnau López            |                                   | CA        | Vallès Oriental   | 2000   |       | C        |
| B      | Berta Abellán          | Berta Abellán i Marsiñach         | CA        | Vallès Occidental | 2010   | S     | B        |
| B      | Boni Geebelen          |                                   | CA        | Selva             | 1980   |       | E        |
| C      | Carles Casas           | Carles Casas i Comas              | CA        | Garrotxa          | 1970   |       | D        |
| C      | Carles Montaner        | Carles Montaner i Soler           | CA        | Alt Penedès       | 1980   |       | E        |
| C      | Carles Traviesa        | Carles Traviesa i Pons            | CA        | Maresme           | 2010   | S     | D        |
| C      | Casimir Verdaguer      | Casimir Verdaguer i Torrens       | CA        |                   | 1960   |       | E        |
| C      | Cèsar Panicot          | Cèsar Panicot i Llagostera        | CA        | Osona             | 1990   |       | C        |
| C      | César Rojo             |                                   | CA        | Barcelonès        | 1970   |       | E        |
| C      | Carla Calderer         |                                   | CA        | Solsonès          | 2000   |       | C        |
| C      | Clara Genovés          | Clara Genovés Ortí                | PV        | Foia de Bunyol?   | 2000   |       | D        |
| C      | Cristian Rodríguez     | Cristian Rodríguez i Ruiz         | CA        | Vallès Oriental   | 2000   | S     | D        |
| D      | Daniel Estragués       | Daniel Estragués i Armengol       | AD        |                   | 1990   |       | D        |
| D      | Daniel Gibert          | Daniel Gibert i Gatell            | CA        | Alt Penedès       | 2000   |       | A        |
| D      | Daniel Llobet          | Daniel Llobet i Bonvehí           | CA        |                   | 1970   |       | E        |
| D      | Daniel Oliveras        | Daniel Oliveras i Carreras        | CA        | Gironès           | 2000   |       | A        |
| D      | David Cobos            | David Cobos i Castelltort         | CA        | Baix Llobregat    | 2000   |       | C        |
| D      | David Darnes           | David Darnes i Casellas           | CA        | Osona             | 2010   | S     | D        |
| D      | David Millán           | David Millán Gascón               | FP        | Matarranya        | 2000   | S     | D        |
| D      | David Sánchez          |                                   | CA        | Anoia             | 1990   |       | C        |
| D      | David Sánchez          | David Sánchez Marín               | PV        | Plana d'Utiel?    | 2000   |       | D        |
| D      | Dolors Sánchez         |                                   | CA        | Barcelonès        | 2000   |       | C        |
| E      | Edgar Barrios          | Edgar Barrios Bastante            | PV        | Horta Sud?        | 2000   |       | D        |
| E      | Elisabet Solera        |                                   | CA        | Bages             | 2010   | S     | C        |
| E      | Emili Bosser           |                                   | CA        |                   | 1960   |       | E        |
| E      | Enric Conti            |                                   | CA        |                   | 1960   |       | E        |
| E      | Enric Torderá          | Enric Torderá Planells            | PV        | Horta Sud?        | 2000   |       | D        |
| E      | Eugeni Majó            | Eugeni Majó i Martín              | CA        |                   | 1980   |       | E        |
| F      | Faustino Bañón         | Faustino Bañón Marín              | PV        | Costera           | 2000   |       | D        |
| F      | Fidel Estrada          | Fidel Estrada i Badia             | CA        | Bages             | 1980   |       | B        |
| F      | Ferran Carol           |                                   | CA        |                   | 1970   |       | E        |
| F      | Francesc Carbonell     | Francesc Carbonell i Angelats     | CA        |                   | 2010   | S     | D        |
| F      | Francesc Ciurana       |                                   | CA        | Camp de Tarragona | 2000   |       | C        |
| F      | Francesc Estrada       | Francesc Estrada i Estrada        | CA        |                   | 2000   |       | D        |
| F      | Francesc Moret         | Francesc Moret i Clota            | CA        | Garrotxa          | 2010   | S     | D        |
| F      | Francesc Recio         | Francesc Recio i Berdegué         | CA        | Segrià?           | 2000   |       | D        |
| F      | Francesc Terricabras   |                                   | CA        |                   | 1970   |       | E        |
| G      | Gabino Renales         | Gabino Renales Guerrero           | CA        | Barcelonès        | 1980   |       | B        |
| G      | Gabriel Marcelli       | Gabriel Marcelli Carballido       | CA        | Osona             | 2020   | S     | A        |
| G      | Gabriel Reyes          | Gabriel Reyes i Muntada           | CA        | Garrotxa          | 1990   | S     | B        |
| G      | Gabriel Riera          | Gabriel Riera i Font              | CA        |                   | 1980   |       | E        |
| G      | Gaspar Batlle          |                                   | CA        |                   | 1970   |       | E        |
| G      | Gerard Cintas          | Gerard Cintas i Senovilla         | CA        | Tarragonès        | 2000   | S     | D        |
| G      | Gonzalo Díez           |                                   | CA        | Barcelonès        | 2000   |       | C        |
| G      | Guillem Soler          |                                   | IB        | Mallorca          | 2000   |       | C        |
| H      | Hèctor Barberà         | Hèctor Barberà i Vall             | PV        | Foia de Bunyol    | 1990   |       | E        |
| H      | Héctor Escorihuela     | Héctor Escorihuela Almudéver      | PV        | Horta Sud         | 1990   |       | D        |
| H      | Héctor Molina          | Héctor Molina Esteban             | PV        | Plana Alta        | 2000   |       | D        |
| I      | Ignasi Bultó "Yato"    | Ignasi Bultó i Sagnier            | CA        | Barcelonès        | 1970   |       | D        |
| I      | Isaac Pons             |                                   | CA        |                   | 1970   |       | E        |
| I      | Isaac Pons             | Isaac Pons i Adrogué              | CA        | Gironès           | 2000   | S     | D        |
| I      | Isidre Marquès         | Isidre Marquès i Villavecchia     | CA        |                   | 1970   |       | E        |
| I      | Israel Escalera        | Israel Escalera Sanchis           | PV        | Ribera Alta       | 2000   |       | C        |
| I      | Ivan Peydró            | Ivan Peydró i Mayos               | CA        | Barcelonès        | 2010   | S     | E        |
| J      | Jaime Busto            | Jaime Busto Fernández de Larrinoa | CA        | Barcelonès        | 2020   | S     | A        |
| J      | Jaume Bordoy           | Jaume Bordoy i Ferrer             | CA        | Barcelonès        | 1970   |       | E        |
| J      | Jaume Marquès          | Jaume Marquès i Villavecchia      | CA        | Barcelonès        | 1970   |       | E        |
| J      | Jaume Puig             | Jaume Puig i Sans                 | CA        |                   | 1970   |       | E        |
| J      | Jaume Roig             | Jaume Roig i Arbona               | IB        | Mallorca          | 1980   |       | D        |
| J      | Jaume Subirà           | Jaume Subirà i Oliveras           | CA        | Vallès Oriental   | 1970   |       | C        |
| J      | Jaume Vila             | Jaume Vila i Cubí                 | CA        | Ripollès          | 2000   |       | D        |
| J      | Jaume Von Arend        | Jaume Von Arend i Sallarès        | CA        | Osona             | 1970   |       | E        |
| J      | Jeroni Fajardo         | Jeroni Fajardo i Vila             | CA        | Baix Empordà      | 2010   | S     | B        |
| J      | Jesús Fuentes          | Jesús Fuentes Valls               | PV        | Vall d'Albaida    | 2000   |       | D        |
| J      | Jesús Martín           |                                   | PV        | Plana Alta        | 2010   | S     | C        |
| J      | Joan Arnau             |                                   | CA        |                   | 1960   |       | E        |
| J      | Joan Bordas            | Joan Bordas i Barceló             | CA        | Baix Llobregat?   | 1960   |       | E        |
| J      | Joan Cañellas          | Joan Cañellas i Permanyer         | CA        |                   | 2000   |       | D        |
| J      | Joan Cordon            | Joan Cordon i Ropero              | CA        | Barcelonès        | 2000   |       | C        |
| J      | Joan Crusó             | Joan Crusó i Brosa                | CA        |                   | 1970   |       | E        |
| J      | Joan Font              | Joan Font i Creixems              | CA        | Vallès Occidental | 1970   |       | E        |
| J      | Joan Freixas           | Joan Freixas i Camps              | CA        | Gironès           | 1980   |       | E        |
| J      | Joan Miquel            | Joan Miquel i Llorach             | CA        |                   | 2010   |       | E        |
| J      | Joan Pons              | Joan Pons i Palacios              | CA        | Garrotxa          | 1990   |       | B        |
| J      | Joan Rovira            | Joan Rovira i Llopis              | CA        |                   | 2000   |       | D        |
| J      | Joan Solé              | Joan Solé i Rovira                | CA        | Alt Penedès       | 2000   |       | D        |
| J      | Joan Soler Bultó       | Joan Soler i Bultó                | CA        | Barcelonès        | 1960   |       | E        |
| J      | Joan Zurita            | Joan Zurita i Tort                | CA        | Gironès?          | 1980   |       | D        |
| J      | Joan Francesc Galindo  | Joan Francesc Galindo i Vernet    | CA        |                   | 2000   |       | D        |
| J      | Joaquim Abad           | Joaquim Abad i Guirbau            | CA        | Barcelonès        | 1970   |       | E        |
| J      | Joaquim Flo            |                                   | CA        |                   | 1970   |       | E        |
| J      | Joaquim Vila           |                                   | CA        | Barcelonès        | 1990   |       | C        |
| J      | Jordi Bosch            |                                   | CA        | Gironès?          | 1980   |       | B        |
| J      | Jordi Cabané           | Jordi Cabané i Oriol              | CA        |                   | 1980   |       | E        |
| J      | Jordi Estany           | Jordi Estany i Serra              | CA        | Bages             | 1990   |       | D        |
| J      | Jordi Fornas           | Jordi Fornas i Prat               | CA        | Vallès Occidental | 1970   |       | E        |
| J      | Jordi Galí             |                                   | CA        |                   | 1970   |       | E        |
| J      | Jordi Garcia           |                                   | CA        | Vallès Occidental | 2000   |       | C        |
| J      | Jordi Pascuet          | Jordi Pascuet i Mas               | CA        | Alt Urgell        | 1990   | S     | B        |
| J      | Jordi Permanyer        | Jordi Permanyer i Mon             | CA        | Barcelonès        | 1970   |       | E        |
| J      | Jordi Picola           | Jordi Picola i Xart               | CA        | Garrotxa          | 1990   |       | C        |
| J      | Jordi Rabasa           | Jordi Rabasa i Frigola            | CA        | Vallès Oriental   | 1970   |       | E        |
| J      | Jordi Ros              | Jordi Ros i Aguilera              | CA        |                   | 1970   |       | E        |
| J      | Jordi Tarrés           | Jordi Tarrés i Sánchez            | CA        | Vallès Occidental | 1990   |       | A        |
| J      | Jordi Vinyoles         |                                   | CA        | Osona             | 2000   |       | C        |
| J      | José Antonio Benítez   | José Antonio Benítez Solís        | CA        | Maresme           | 1990   |       | B        |
| J      | José Manuel Alcaraz    | José Manuel Alcaraz Molina        | CA        | Baix Llobregat    | 1990   |       | B        |
| J      | José María Martínez    | José María Martínez Anaya         | PV        | Foia de Bunyol?   | 2010   |       | D        |
| J      | Josep Arcarons         | Josep Arcarons i Casals           | CA        | Osona             | 1990   |       | D        |
| J      | Josep Cabané           | Josep Cabané i Oriol              | CA        |                   | 1980   |       | E        |
| J      | Josep Estrada          |                                   | CA        | Bages             | 1970   |       | E        |
| J      | Josep Isern            | Josep Isern i Martí               | CA        | Vallès Oriental   | 1960   |       | E        |
| J      | Josep Jo               | Josep Jo i Munné                  | CA        | Maresme           | 1970   |       | E        |
| J      | Josep Manzano          | Josep Manzano i Cererols          | CA        | Bages             | 2000   |       | A        |
| J      | Josep Piella           | Josep Piella i Planas             | CA        | Garrotxa          | 1980   |       | E        |
| J      | Josep Pujol            | Josep Pujol i Bayó                | CA        |                   | 2000   |       | D        |
| J      | Josep Soldevilla       | Josep Soldevilla i Domingo        | CA        | Ripollès          | 2000   |       | D        |
| J      | Josep Maria Juan       | Josep Maria Juan Bernabeu         | PV        | Alcoià            | 2000   |       | A        |
| J      | Josep Maria Martorell  | Josep Maria Martorell i Graupera  | CA        | Maresme           | 1980   |       | E        |
| J      | Josep Maria Sáez       | Josep Maria Sáez i Martínez       | CA        | Barcelonès        | 2000   |       | D        |
| J      | Josep Maria Segura     |                                   | PV        | Comtat            | 2000   |       | C        |
| J      | Juan J. Pascual        | Juan J. Pascual Navarro           | PV        | Foia de Bunyol?   | 2000   |       | D        |
| L      | Laia Sanz              | Laia Sanz Pla-Giribert            | CA        | Baix Llobregat    | 2010   | S     | A        |
| L      | Leopoldo Milà          | Leopoldo Milà i Vidal-Ribas       | CA        | Baix Llobregat    | 1960   |       | E        |
| L      | Lluís Díaz             | Lluís Díaz i Bedate               | CA        |                   | 2000   |       | D        |
| L      | Lluís Gallach          | Lluís Gallach i Vila              | CA        | Osona             | 1970   |       | B        |
| M      | Manuel Marquès         | Manuel Marquès i Villavecchia     | CA        | Barcelonès        | 1960   |       | E        |
| M      | Manuel Soler           | Manuel Soler i Alegre             | CA        | Barcelonès        | 1970   |       | B        |
| M      | Marc Catllà            | Marc Catllà i Oliveras            | CA        | Osona             | 1990   |       | B        |
| M      | Marc Colomer           | Marc Colomer Casamitjana          | CA        | Garrotxa          | 1990   |       | A        |
| M      | Marc Company           | Marc Company Miralles             | PV        |                   | 2000   |       | D        |
| M      | Marc Freixa            | Marc Freixa i Soler               | CA        | Osona             | 2000   |       | B        |
| M      | Marc Horrach           | Marc Horrach Coll                 | IB        | Mallorca          | 2000   |       | C        |
| M      | Marc Prat              | Marc Prat i Garcia                | CA        | Gironès           | 2010   | S     | E        |
| M      | Marc Puigdemont        | Marc Puigdemont i Torramilans     | CA        | Gironès           | 1980   |       | E        |
| M      | Marcel Albós           | Marcel Albós Sorribes             | AD        |                   | 2010   | S     | D        |
| M      | Marcel Justribó        | Marcel Justribó i Agustí          | CA        | Segrià            | 1990   |       | B        |
| M      | Marcel·lí Corchs       | Marcel·lí Corchs i Cutura         | CA        | Vallès Oriental   | 1980   |       | E        |
| M      | Martí Font             | Martí Font i Escayola             | CA        |                   | 2000   |       | D        |
| M      | Martí Mariano          | Martí Mariano i Casellas          | CA        |                   | 1970   |       | E        |
| M      | Martí Terra            | Martí Terra i Solà                | CA        | Bages             | 1970   |       | E        |
| M      | Mercè Ribera           | Mercè Ribera López                | CA        | Barcelonès        | 2000   |       | C        |
| M      | Miquel Cirera          | Miquel Cirera i Lamarca           | CA        | Bages             | 1970   |       | D        |
| M      | Miquel Vergel          | Miquel Vergel i Márquez           | CA        | Vallès Occidental | 2000   |       | D        |
| M      | Mireia Conde           | Mireia Conde Mateos               | CA        | Anoia             | 2010   | S     | B        |
| N      | Narcís Sánchez         | Narcís Sánchez i Coll             | CA        | Vallès Occidental | 2010   | S     | D        |
| N      | Neus Múrcia            | Neus Múrcia i Sadurní             | CA        | Garraf            | 2010   | S     | B        |
| N      | Niki Geebelen          |                                   | CA        | Selva             | 1980   |       | E        |
| O      | Oriol Galí             |                                   | CA        |                   | 1970   |       | E        |
| O      | Oriol Guixà            |                                   | CA        |                   | 1970   |       | E        |
| O      | Oriol Mauri            | Oriol Mauri Aurell                | CA        |                   | 1970   |       | E        |
| O      | Oriol Puig Bultó       | Oriol Puig i Bultó                | CA        | Barcelonès        | 1960   |       | E        |
| O      | Oriol Vila             | Oriol Vila Botella                | CA        | Barcelonès        | 2000   |       | C        |
| O      | Oriol Vilarnau         | Oriol Vilarnau Sellares           | CA        | Vallès Occidental | 2000   |       | C        |
| O      | Òscar Giró             | Òscar Giró i Via                  | CA        | Alt Penedès       | 1980   |       | D        |
| P      | Paco Pepe Alós         | Francesc Josep Alós               | CA        |                   | 1960   |       | E        |
| P      | Papitu Casademont      | Josep Casademont i Bassó          | CA        | Vallès Occidental | 1970   |       | E        |
| P      | Pau Botella            | Pau Botella i Tarrés              | CA        | Selva             | 2000   |       | D        |
| P      | "Paxau"                | Josep Maria Rovira Paxau          | CA        | Osona             | 1970   |       | E        |
| P      | Pep Ribera             | Josep Ribera i Cornellà           | CA        | Berguedà          | 1990   |       | E        |
| P      | Pere Borrellas         | Pere Borrellas i Garcia           | CA        | Bages             | 2010   | S     | E        |
| P      | Pere Castellví         |                                   | CA        |                   | 1970   |       | E        |
| P      | Pere Martí             | Pere Martí i Casal                | CA        |                   | 2000   |       | D        |
| P      | Pere Mas               | Pere Mas i Vendrell               | CA        |                   | 1980   |       | D        |
| P      | Pere Ollé              | Pere Ollé i Asencio               | CA        | Baix Llobregat    | 1980   |       | C        |
| P      | Pere Pi                | Pere Pi i Parera                  | CA        | Vallès Oriental   | 1960   |       | C        |
| P      | Pere Pujol             |                                   | CA        |                   | 1970   |       | E        |
| P      | Pere Soler             | Pere Soler i Alegre               | CA        | Barcelonès        | 1970   |       | E        |
| P      | Pere Taulé             | Pere Taulé i Pedrol               | CA        | Barcelonès        | 1970   |       | E        |
| P      | Pere Anton Mill        | Pere Anton Mill i Moreno          | CA        | Garraf?           | 1980   |       | D        |
| P      | Pol Tarrés             | Pol Tarrés i Roca                 | CA        | Vallès Occidental | 2010   | S     | A        |
| P      | "Portús"               | Antoni Roma i Junoy               | CA        | Osona             | 1970   |       | E        |
| Q      | Quico Payà             | Francesc Payà i Llongueras        | CA        | Maresme           | 1970   |       | E        |
| R      | Rafael Sirvent         | Rafael Sirvent Berenguer          | PV        |                   | 2010   |       | D        |
| R      | Raül Agramunt          | Raül Agramunt i Silvestre         | CA        |                   | 1980   |       | E        |
| R      | Ramon Cirera           | Ramon Cirera i Lamarca            | CA        | Bages             | 1970   |       | E        |
| R      | Ramon Membrives        | Ramon Membrives i Gabaldà         | CA        |                   | 2000   |       | D        |
| R      | Ramon Tresserras       |                                   | CA        |                   | 1970   |       | B        |
| R      | Ramon Viñola           | Ramon Viñola i Garcia             | CA        |                   | 1980   |       | E        |
| R      | Randy Muñoz            | Fernando Muñoz Carrasco           | CA        | Baix Llobregat    | 1970   |       | D        |
| R      | Ricard Pinet           | Ricard Pinet i Saldaña            | CA        | Barcelonès        | 1960   |       | E        |
| S      | Santiago Llorens       |                                   | AD        |                   | 1980   |       | D        |
| S      | Santiago Navarro       |                                   | CA        | Maresme           | 2000   |       | C        |
| S      | Santiago Serra         | Santiago Serra i Rafart           | CA        | Ripollès          | 1980   |       | D        |
| S      | Salvador Vergés        |                                   | CA        |                   | 1970   |       | E        |
| S      | Sergi León             |                                   | CA        | Barcelonès        | 2000   |       | C        |
| S      | Sete Gibernau          | Manuel Gibernau Bultó             | CA        | Barcelonès        | 1990   |       | E        |
| S      | Sofia Pedrosa          | Sofia Pedrosa i Fernàndez         | CA        | Garraf            | 2000   |       | D        |
| T      | Takahisa Fujinami      | 藤波貴久 (Takahisa Fujinami)      | CA        | Baix Empordà      | 2000   |       | A        |
| T      | Tito Puig              | Alberto Puig Gabarró              | CA        | Barcelonès        | 1960   |       | E        |
| T      | Toni Bou               | Antoni Bou i Mena                 | CA        | Anoia             | 2010   | S     | A        |
| T      | Toni Gorgot            | Antoni Gorgot i Lázaro            | CA        | Alt Empordà       | 1980   |       | B        |
| V      | Venanci Vidal          | Venanci Vidal i Navarro           | CA        | Garraf?           | 2010   | S     | D        |
| V      | Víctor Beltran         | Victor Beltrán Aparici?           | PV        | València          | 2000   |       | C        |
| X      | Xavier Blanch          |                                   | CA        |                   | 1970   |       | E        |
| X      | Xavier Casas           | Xavier Casas Blanch               | AD        |                   | 2000   |       | D        |
| X      | Xavier Cucurella       | Xavier Cucurella i Esteve         | CA        | Barcelonès        | 1970   |       | E        |
| X      | Xavier Galindo         | Xavier Galindo i Arbonès          | CA        | Segrià            | 1990   |       | E        |
| X      | Xavier León            | Xavier León i Solé                | CA        | Barcelonès        | 2000   | S     | D        |
| X      | Xavier Miquel          | Xavier Miquel i Gutiérrez         | CA        | Barcelonès        | 1980   |       | E        |
| X      | Xavier Pijuan          | Xavier Pijuan i Porcel            | CA        |                   | 2000   |       | D        |
| X      | Xavier Puig Puig       | Xavier Puig i Puig                | CA        |                   | 1970   |       | E        |
| X      | Xavier Puig de la Rosa | Xavier Puig de la Rosa            | CA        | Barcelonès        | 1980   |       | D        |
| X      | Xavier Ribot           | Xavier Ribot i Corominas          | CA        |                   | 2010   | S     | D        |
| X      | Xavier Vilalta         |                                   | CA        | Ripollès          | 1990   |       | E        |
| X      | Xavier Vilaseca        |                                   | CA        | Bages             | 1990   |       | C        |
| X      | Xevi Puigdemont        | Xavier Puigdemont i Torramilans   | CA        | Gironès           | 1980   |       | E        |

## Llista de pilots de motociclisme de velocitat dels Països Catalans
Aquesta és una llista -no exhaustiva- aplega pilots nascuts o residents als Països Catalans que han competit en motociclisme de velocitat amb certa continuïtat i ressò mediàtic. Tret d'excepcions justificades hi apareixen, doncs, pilots que han aconseguit algun títol nacional, estatal o internacional d'aquest esport o que, com a mínim, han acabat alguna temporada entre els deu primers classificats del Campionat d'Espanya (en la categoria màxima). S'han considerat pilots practicants de la velocitat en qualsevol de les seves modalitats (Grans Premis, Superbike, Superstock, etc.), així com especialistes en resistència, pujades de muntanya i/o ral·lis en moto.
La llista està ordenada alfabèticament pel nom amb què es coneix popularment el pilot (ja sigui el mateix nom, un diminutiu o un sobrenom). Entre parèntesis s'indica el territori de residència, la comarca -si se sap- i la dècada en què tingué activitat més reeixida. Es mostren en negreta els guanyadors d'algun campionat del món.
| Índex A B C D E F G H I J K L M N O P Q R S T U V W X Y Z |

### A
- A. Cots (CA,[nota 1] 1980)
- A. Mascaró (IB, Mallorca, 1950)
- Adrià Araujo, Adrià Araujo i Sánchez (CA, Barcelonès, 2000)
- Adrián Martín, Adrián Martín Lucas (PV, València, 2010)
- Agustín Pérez Calafat (PV, Ribera Alta, 1970)
- Albert Arenas, Albert Arenas i Ovejero (CA, Gironès, 2020)
- Albert Puig, Albert Puig de la Rosa (CA, Barcelonès, 1990)
- Aleix Espargaró, Aleix Espargaró i Villà (CA, Vallès Oriental, 2010)
- Alejandro Tejedo, Alejandro Tejedo Zabaco (CA, 1970)
- Àlex Crivillé, Àlex Crivillé Tapias (CA, Osona, 1990)
- Àlex Debón, Àlex Debón Latorre (PV, Plana Baixa, 2000)
- Àlex Hervás, Àlex Hervás Mira (CA, 2000)
- Àlex Márquez, Àlex Márquez i Alentà (CA, Segarra, 2010)
- Àlex Rins, Àlex Rins i Navarro (CA, Barcelonès, 2010)
- Àlex Samsó, Àlex Samsó Antonietti (CA, 1990)
- Alfons Milà, Alfons Milà i Sagnier (CA, Barcelonès, 1940)
- Alfredo Flores (CA, Barcelonès, 1940)
- Andreu Basolí, Andreu Basolí i Rabasa (CA, Vallès Oriental, 1950)
- Andreu Bresca (CA, 1940)
- Ángel Rodríguez, Ángel Rodríguez Campillo (PV, Baix Vinalopó, 2000)
- Antoni Agramunt (IB, Mallorca, 1950)
- Antoni Bonet (CA, 1970)
- Antoni Boronat, Antoni Boronat i Pozas (CA, 1980)
- Antoni Creus, Antoni Creus i Rubin de Celis (CA, 1950)
- Antoni del Castillo, Antoni del Castillo Bussot (IB, Mallorca, 1960)
- Antoni Moixó (CA, 1930)
- Antoni Sánchez, Antoni Sánchez Ballesteros (IB, Mallorca, 1990)
- Antonio Elizalde, José Antonio Elizalde Bertrand (CA, Barcelonès, 1950)
- Arón Canet, Arón Canet Barbero (PV, Ribera Baixa, 2020)
- Artur Amat, Artur Amat i Lacoma (CA, 1960)
- Artur Duch, Artur Duch i Puig (CA, Garraf, 1970)
- Arturo Tizón, Arturo Tizón Ibáñez (PV, Plana Baixa, 2000)
- "Aspar", Jorge Martínez Salvadores (PV, Ribera Alta, 1980)
- Augusto Fernández, Augusto Fernández Guerra (IB, Mallorca, 2020)
- Axel Pons, Axel Pons i Ramón (CA, Barcelonès, 2010)

### B
- Bernat Martínez, Bernat Martínez Mas (PV, Ribera Alta, 2010)
- Bertomeu Nadal, Bertomeu Nadal Bestard (IB, Mallorca, 1950)
- Bertomeu Silvestre (IB, Mallorca, 1950)
- "Boliche", Joan Vidal Reynés (IB, Mallorca, 1950)

### C
- "Caralt" (CA, 1950)
- Carles Cardús "Tiriti", Carles Cardús i Carrió (CA, Maresme, 1980)
- Carles Checa, Carles Checa i Carrera (CA, Bages, 1990)
- Carles Giró, Carles Giró i Vila (CA, Barcelonès, 1960)
- Carles Kotnik, Carles Kotnik i Segalà (CA, Vallès Oriental, 1980)
- Carles Rocamora, Carles Rocamora i Sellarés (CA, 1960)
- Carmelo Morales, Carmelo Morales Gómez (CA, Vallès Occidental, 2010)
- César Gracia (pare), César Gracia Raga (PV, València, 1950)
- César Gracia, César Gracia Samper (PV, València, 1960)
- "Champi" Herreros, Manuel Herreros Casas (PV, Horta Oest, 1980)
- Charly Giró, Carles Giró i Sentís (CA, Barcelonès, 1990)
- Conrad Cadirat, Conrad Cadirat i Baqué (CA, Barcelonès, 1950)
- Cristian Pitarch, Cristian Pitarch i Sabaté (CA, 2000)
- Cristòfol Salom, Cristòfol Salom Juan (IB, Mallorca, 1960)

### D
- Dani Amatriaín, Daniel Amatriaín i Vila (CA, Barcelonès, 1990)
- Daniel Boquet, Daniel Boquet i Miquel (CAT, Maresme, 1970)
- Dani Pedrosa, Daniel Pedrosa i Ramal (CA, Valès Occidental, 2010)
- Dani Ribalta (CA, 2000)
- Daniel Arcas, Daniel Arcas i Aznar (CA, Barcelonès, 2000)
- Daniel Carrau, Daniel Carrau Adam (CA, 2000)
- Daniel Oliver, Daniel Oliver i Bultó (CA, 2000)
- Daniel Sáez, Daniel Sáez Tomás (PV, Baix Segura, 2000)
- David Checa, David Checa i Carrera (CA, Bages, 2000)
- David Micó, David Micó Martínez (PV, Vall d'Albaida, 2000)
- David Ribalta, David Ribalta i Bosch (CA, 2000)
- David Salom, David Salom Fuentes (IB, Mallorca, 2000)
- David Tomás, David Tomás Pérez (CA, Vallès Oriental, 2000)

### E
- Eduard Carol, Eduard Carol i Guitart (CA, Baix Llobregat, 1970)
- Eduard Cots, Eduard Cots i Duran (CA, 1980)
- Eduard Marquès (CA, 1950)
- Elena Rosell, Elena Rosell Aragón (PV, València, 2010)
- Emili Alzamora, Emili Alzamora i Escardibul (CA, Segrià, 1990)
- Enric Palero (CA, Barcelonès?, 1950)
- Enric Sirera, Enric Sirera i Pladevall (CA, 1960)
- Enrique Escuder, Enrique Escuder Bernat (PV, Plana Alta, 1970)
- Enrique Triguero "ETI", Enrique Triguero Iranzo (PV, Horta, 1970)
- Ernest Vidal, Ernest Vidal i Martínez (CA, 1940)

### F
- Felip Escriche, Felip Escriche Chavarría (CA, 1990)
- Fernando Aranda, Fernando Aranda Gruas (FP, Llitera, 1930)
- Ferran Casas (CA, 2010)
- Ferran Mas, Ferran Mas i Sáenz (CA, 1990)
- Ferran Prous (CA, 1980)
- "Foca", Ernest Millet i Busquets (CA, Barcelonès, 1950)
- Francesc Arderiu (CA, Barcelonès, 1940)
- Francesc Cufí, Francesc Cufí i Bernaus (CA, Barcelonès, 1960)
- Francesc Nadal (IB, Mallorca, 1950)
- Francesc Valera (CA, 1960)
- Frederic Viñals (CA, 1930)

### G
- Gabriel Fullana (IB, Mallorca, 1950)
- Gregori Lavilla, Gregori Lavilla i Vidal (CA, Baix Camp, 2000)
- Gregorio Cañizares (PV, Baix Segura, 1970)
- Guillem Cavestany, Guillem Cavestany i Sagnier (CA, 1950)
- Guim Roda (CA, Segrià?, 2000)

### H
- Hèctor Barberà, Hèctor Barberà i Vall (PV, Foia de Bunyol, 2010)
- Héctor Faubel, Héctor Faubel i Rojí (PV, Camp de Túria, 2000)
- Héctor Garzó, Héctor Garzó Vicent (PV, Horta Nord, 2020)

### I
- Ignasi Bultó "Yato", Ignasi Bultó i Sagnier (CA, Barcelonès, 1990)
- Ignasi Faura (CA, 1930)
- Ignasi Macaya (CA, 1920)
- Ignasi Sagnier (CA, 1950)
- Isaac Viñales, Isaac Viñales Mares (CA, Alt Empordà, 2010)
- Ivan Silva, Ivan Silva i Alberola (CA, Barcelonès, 2000)
- Izan Guevara, Izan Guevara Bonnín (IB, Mallorca, 2020)

### J
- J. L. Alemany (CA, 1970)
- Jacinto Moriana, Jacinto Moriana Curiel (CA, Barcelonès, 1980)
- Jacques Roca, Jaume Joan Roca (CA, Ribera d'Ebre, 1960)
- "Japonès", Cristòfol Salom Juan (IB, Mallorca, 1950)
- Japonès II (CA, Barcelonès, 1960)
- Jaume Alguersuari, Jaume Alguersuari i Tortajada (CA, Barcelonès, 1970)
- Jaume Aragonés, Jaume Aragonés Verges (CA, 1950)
- Jaume Bordoy, Jaume Bordoy i Ferrer (CA, Barcelonès, 1960)
- Jaume Garriga, Jaume Garriga i Torret (CA, Vallès Oriental, 1950)
- Jaume Mariano, Jaume Mariano Torrens (IB, Mallorca, 1980)
- Jaume Masiá, Jaume Masiá Vargas (PV, Ribera Alta, 2020)
- Jaume Mestres, Jaume Mestres i Pons (CA, 1980)
- Jaume Pahissa, Jaume Pahissa i Bonsoms (CA, Vallès Oriental, 1940)
- Jaume Samaranch, Jaume Samaranch i Closa (CA, Barcelonès, 1970)
- Jerónimo Vidal, Jerónimo Vidal Torró (PV, Vall d'Albaida, 1990)
- Joan Baliarda (CA, 1930)
- Joan Bertrand, Joan Bertrand i Elizalde (CA, Barcelonès, 1950)
- Joan Bordons, Joan Bordons i Vives (CA, Barcelonès, 1970)
- Joan Fiol (IB, Mallorca, 1950)
- Joan Garriga "Menjacocos", Joan Garriga i Vilaresau (CA, Barcelonès, 1980)
- Joan Gili, Joan Gili i Pons (CA, 1930)
- Joan Graells, Joan Graells i Andreu (CA, 1970)
- Joan Jover, Joan Jover Sañés (CA, 1940)
- Joan Juliá (IB, Mallorca, 1950)
- Joan Lascorz "Jumbo", Joan Lascorz i Moreno (CA, Baix Penedès, 2000)
- Joan Mir, Joan Mir i Mayrata (IB, Mallorca, 2010)
- Joan Olivé, Joan Olivé i Márquez (CA, Tarragonès, 2000)
- Joan Palanqués (IB, Mallorca, 1950)
- Joan Parés, Joan Parés i March (CA, Maresme, 1960)
- Joan Perelló, Joan Perelló Alejo (IB, Mallorca, 2010)
- Joan Pons (IB, Mallorca, 1950)
- Joan Ramon Bolart (CA, 1980)
- Joan Soler Bultó, Joan Soler i Bultó (CA, Barcelonès, 1950)
- Joaquim Escoda (CA, 1990)
- Joaquim Galí, Joaquim Galí i Boadella (CA, 1970)
- Joaquim Orts, Joaquim Orts Cañizares (PV, 1970)
- Joaquim Rovira, Joaquim Rovira Pastor (PV, Alacantí, 1960)
- Jordi Almeda (CA, 2000)
- Jordi Boquet, Jordi Boquet i Blanch (CA, Maresme, 1960)
- Jordi Carchano, Jordi Carchano i Atenza (CA, Vallès Occidental, 2000)
- Jordi Cavestany, Jordi Cavestany i Dalmases (CA, 1980)
- Jordi Elías, Jordi Elías i Deix (CA, Bages, 1970)
- Jordi Fornas, Jordi Fornas i Prat (CA, Vallès Occidental, 1990)
- Jordi Lluís Boquet, Jordi Lluís Boquet i Miquel (CA, Maresme, 1980)
- Jordi Navarrete, Jordi Navarrete García (CA, 1970)
- Jordi Sirera, Jordi Sirera i Pladevall (CA, 1960)
- Jordi Torres, Jordi Torres i Fernández (CA, Vallès Occidental, 2020)
- Jorge Lorenzo, Jorge Lorenzo Guerrero (IB, Mallorca, 2010)
- Jorge Mezquita, Jorge Mezquita Lanzo (CA, 1990)
- Jorge Navarro, Jorge Navarro Sánchez (PV, Camp de Túria, 2010)
- José Manuel Rosa (CA, 1980)
- José Medrano, José Medrano Novelda (PV, Vinalopó Mitjà, 1960)
- José Navarrete, José Navarrete Martín (PV, 1970)
- Josep Albert (IB, Mallorca, 1950)
- Josep Antoni Carné (CA, 1960)
- Josep Coronilla, Josep Coronilla i Humbert (CA, 1970)
- Josep Mairata (IB, Mallorca, 1950)
- Josep Maria Arenas (CA, 1960)
- Josep Maria Borrell Gallardo, Josep M. Borrell Gallardo (CA, 1990)
- Josep Maria Busquets, Josep Maria Busquets i Fontgibell (CA, Baix Camp, 1960)
- Josep Maria Cantarell (CA, 1940)
- Josep Maria Mallol, Josep Maria Mallol i Guerra (CA, Barcelonès, 1970)
- Josep Maria Mañer (CA, 1970)
- Josep Maria Rodà, Josep Maria Rodà i Carós (CA, 1950)
- Josep Mayol (IB, Mallorca, 1950)
- Josep Monge (CA, 2000)
- Josep Oriol Fernández, Josep Oriol Fernández Alventosa (CA, 1990)
- Josep Raja (CA, 1960)
- Josep Rodríguez (CA, 2010)
- Josep Salvà (IB, Mallorca, 1950)
- Josep Sardà, Josep Sardà i Reina (CA, Maresme, 1990)
- Josep Sol, Josep Sol i Sol (CA, 1950)
- Josep Voltà, Josep Voltà i Valls (CA, 1980)
- Juan Bautista Borja (PV, Marina Baixa, 1990)
- Juan Ramón Aragonés (CA, Baix Camp, 1970)
- "Juanjo", Joan Antoni Rodés (CA, 1960)
- Julio Collado (CA, 1970)
- Julián Miralles, Julián Miralles Caballero (PV, Ribera Alta, 1980)
- Julián Miralles jr., Julián Miralles Rodríguez (PV, Ribera Alta, 2000)

### L
- Leopoldo Milà, Leopoldo Milà i Sagnier (CA, Barcelonès, 1940)
- Llorenç Millastre (PV, Plana Alta?, 1940)
- Lluís Costa (CA, 1970)
- Lluís Pedrerol, Lluís Pedrerol i Thomberg (CA, 1970)
- Lluís Ricart, Lluís Ricart i Martí (CA, 1980)
- Lluís Salom, Lluís Jaume Salom Horrach (IB, Mallorca, 2010)
- "Lucas", Arturo Elizalde Bertrand (CA, Barcelonès, 1950)
- Luis Miguel Reyes, Luis Miguel Reyes i Asmarats (CA, Barcelonès, 1980)
- Luis Yglesias (CA, Barcelonès, 1960)

### M
- M. Ferré (CA, 1980)
- Manuel Alegre (CA, 1930)
- Manuel Giró, Manuel Giró i Minguella (CA, Barcelonès, 1940)
- Manuel Segarra, Manuel Segarra i Capera (CA, 2000)
- Manuel Traver (CA, 1960)
- Marc Fontan, (CA, Rosselló, 1980)
- Marc Márquez, Marc Márquez i Alentà (CA, Segarra, 2010)
- Marcel Cama, Marcel Cama i Marquès (CA, Barcelonès, 1950)
- Mateo Túnez, Mateo Túnez Grau (PV, Canal de Navarrés, 2000)
- Maurici Aschl, Maurici Aschl De Mas (CA, 1960)
- Maverick Viñales, Maverick Viñales Ruiz (CA, Alt Empordà, 2010)
- Miguel Escobosa (CA, Barcelonès, 1970)
- Miguel Pérez, Miguel Pérez González (PV, 1950)
- Min Grau, Benjamí Grau i Marín (CA, Barcelonès, 1970)
- "Minaco",[velo 1] Miquel Nadal Comas (IB, Mallorca, 1950)
- Mingo Gil, Domingo Gil Blanco (CA, 1980)
- Mingo Parés, Domingo Parés i Rivero (CA, Barcelonès, 1980)
- Miquel Arteman (CA, 1910)
- Miquel Barceló Jr., Miquel Barceló (IB, Mallorca, 1950)
- Miquel Nadal, Miquel Nadal Bestard (IB, Mallorca, 1950)
- Miquel Perejoan (CA, Maresme, 1970)
- Miquel Pons, Miquel Pons Payeras (IB, Mallorca, 2020)
- Miquel Simó, Miquel Simó i Sànchez (CA, Barcelonès, 1920)
- Miquel Tey, Miquel Tey i Sala (CA, 1990)

### N
- Narcís Rabasseda, Narcís Rabasseda i Burgues (CA, 1980)
- Nico Terol, Nicolás Terol Peidro (PV, Alcoià, 2010)

### O
- Oriol Puig Bultó, Oriol Puig i Bultó (CA, Barcelonès, 1950)
- Oriol Regàs, Oriol Regàs i Pagès (CA, Barcelonès, 1960)
- Óscar Pujol, Óscar Pujol Giménez (CA, 1990)

### P
- Paco Bultó, Francesc Xavier Bultó i Marquès (CA, Barcelonès, 1940)
- Paco González, Francisco González Sanchis (PV, Ribera Alta, 1950)
- Paco González jr., Francisco González Romero (PV, Ribera Alta, 1960)
- Paco Pérez Calafat, Francisco Pérez Calafat (PV, Ribera Alta, 1970)
- Paco Tombas, Francesc Tombas i Bonet (CA, Vallès Oriental, 1950)
- Pedro Cegarra, Pedro Cegarra Agüera (PV, 1980)
- Pere Auradell, Pere Auradell i Ribas (CAT, Gironès, 1940)
- Pere Millet, Pere Millet i Maristany ("Petrus") (CA, 1960)
- Pere Olivé, Pere Olivé i Canals (CA, 1970)
- Pere Pi, Pere Pi i Parera (CA, Vallès Oriental, 1950)
- Pere Riba, Pere Riba i Cabana (CA, Vallès Occidental, 1990)
- Pere Tutusaus, Pere Tutusaus i Vila (CA, Anoia, 2000)
- Pere Xammar, Pere Xammar i Bover (CA, Baix Camp, 1970)
- "Pingüino", Joaquim Sagnier i Muñoz (CA, Barcelonès, 1950)
- Piti Millet, Felip Millet i Busquets (CA, 1950)
- Pol Espargaró, Pol Espargaró i Villà (CA, Valès Oriental, 2010)

### Q
- Quique De Juan, Enric De Juan i Berenguer (CA, Barcelonès, 1970)
- Quique De Juan jr. (CA, Barcelonès, 1990)
- Quico Truyols, Francesc Truyols (IB, Mallorca, 1950)

### R
- Rafael Marsans, Rafael Marsans i Rocamora (CA, Barcelonès, 1950)
- Rafael Nadal, Rafael Nadal Comas (IB, Mallorca, 1950)
- Ramiro Blanco, Ramiro Blanco Català (PV, Alacantí, 1960)
- Ramon Galí, Ramon Galí i Boadella (CA, 1970)
- Ramon Torras, Ramon Torras i Figueras (CA, Vallès Occidental, 1960)
- Raül Jara, Raül Jara Pascual (CA, Baix Llobregat, 2000)
- Ricard Fargas, Ricard Fargas i Bolaños (CA, Barcelonès, 1950)
- Ricard Jové (CA, 1980)
- Ricard Monge, Ricard Monge Machado (CA, 2000)
- Ricard Pinet, Ricard Pinet i Saldaña (CA, Barcelonès, 1950)
- Ricardo Quintanilla (CA, 1960)
- Ricardo Tormo, Ricardo Tormo Blaya (PV, Costera, 1970)
- Ricky Cardús, Ricard Cardús i González (CA, Barcelonès, 2010)
- Roger Montané (CA, 1950)
- "Roviralta" (CA, 1940)
- Rubèn Xaus, Rubèn Xaus i Moreno (CA, Vallès Occidental, 2000)
- Russell Gómez, Russell Gómez Martín (CA, Maresme, 2000)

### S
- Salvador Cañellas, Salvador Cañellas i Gual (CA, Baix Penedès, 1960)
- Salvador Todó, Salvador Todó Rovira (CA, 1990)
- Salvador Ventosa (CA, Tarragonès?, 1970)
- Santiago López Sert (CA, 1940)
- Sergi Segarra, Sergi Segarra i Capera (CA, 2000)
- Sergio Gadea, Sergio Gadea Panisello (PV, Horta Nord, 2000)
- Sergio García, Sergio García Dols (PV, Plana Baixa, 2020)
- Sete Gibernau, Manuel Gibernau Bultó (CA, Barcelonès, 2000)
- Sicari Carlos, vegeu Carles Giró i Vila (CA, Barcelonès, 1960)
- Simó Pou (CA, Vallès Occidental, 1950)
- Sito Pons, Alfons Pons Ezquerra (CA, Barcelonès, 1980)

### T
- "Tàrrega" (CA, 1960)
- Tei Elizalde, Juan Elizalde Bertrand (CA, Barcelonès, 1950)
- "Tiger", Joan Sobrepera i Desplà (CA, Vallès Occidental, 1960)
- Tito Rabat, Esteve Rabat i Bergada (CA, Barcelonès, 2010)
- Tomás Darder (IB, Mallorca, 1950)
- Ton Marsinyach, Antoni Marsinyach i Sellarès (CA, Bages, 1970)
- Toni Elías, Toni Elías Justicia (CA, Bages, 2000)
- Toni García, Toni García Lasheras (CA, 1990)
- Toni García, Toni García Moreno (CA, 1980)
- "Tony" (CA, 1930)
- "Turuta", Josep Maria Llobet i Arteman (CA, Barcelonès, 1940)

### V
- Víctor Casas (CA, 2000)
- Vicent Escuder, Vicent Escuder Bernat (PV, Plana Alta, 1970)
- Vicent Ferrer (PV, 1970)
- Vicent Peris, Vicent Peris Vercher (PV, 1980)
- Víctor Palomo,[velo 2] Víctor Palomo i Juez (CA, Barcelonès, 1970)

### X
- Xavi Riba (CA, 1980)
- Xavier Artigas, Xavier Artigas López (CA, Barcelonès, 2020)
- Xavier Arumí (CA, c1980)
- Xavier Barba (CA, 1980)
- Xavier Boquet (CA, Maresme, 1980)
- Xavier Bover, Xavier Bover i Martí (CA, 1970)
- Xavier Cardelús (AD, 1980)
- Xavier Debón, Xavier Debón Latorre (PV, Plana Baixa, 1990)
- Xavier Forés, Xavier Forés Querol (PV, Ribera Alta, 2000)
- Xavier Marquès, Xavier Marquès i Villavecchia (CA, 1980)
- Xavier Mira (PV, Plana Alta?, 1970)

### Z
- Zacaries Signes, Zacaries Signes Fúster (CA, 1990)